# Artur Paul
Artur Paul (* 11. April 1899 in Alt Grabia; † 9. Dezember 1968 in Vaterstetten) war ein deutscher General-Ingenieur, Chefingenieur der Luftwaffe und nach Kriegsende Luftwaffenoffizier der Bundeswehr, zuletzt im Dienstgrad Brigadegeneral.

## Leben
Paul nahm am Ersten Weltkrieg als Kriegsfreiwilliger teil und schied am 6. Mai 1919 aus dem aktiven Dienst aus. Im Anschluss arbeitete er als Werkmeister bei verschiedenen Luftsportorganisationen. Dazu gehörte ab 1928 auch sein Einsatz in der  geheimen Fliegerschule und Luftwaffenerprobungsstätte der Reichswehr, zur Ausbildung von Piloten in Lipezk/Sowjetunion. Im April 1933 wurde er zum Leiter der wissenschaftlichen Versuchsanstalt vor Ort ernannt. Mit der Schließung der Fliegerschule im Oktober 1933 kehrte er nach Deutschland zurück. Weiter verwendet wurde er dann vom 1. Januar 1934 bis zum 31. Januar 1939 als technischer Leiter bei der Fliegergruppe Lechfeld, wo er am 1. Juni 1936 in den Dienst der Luftwaffe übernommen und zum Flieger-Stabsingenieur (vergleichbar einem Major) befördert wurde, und vom 17. August bis zum 16. Oktober 1937 zur 3. Staffel des Jagdgeschwader 334 abkommandiert war. Vom 1. Februar bis 15. April war er für die Flugausrüstung der verdeckt operierenden Legion Condor zuständig, danach dann zunächst Divisions- bzw. später Korpsingenieur der 5. Flieger-Division, dann V. Fliegerkorps, wo er zuletzt bereits im Rang eines Flieger-Oberstabsingenieurs (Oberstleutnant) diente.
Es folgten die Verwendung als Luftgau-Ingenieur beim Luftgaukommando Westfrankreich in Étampes von Oktober 1940 bis Ende April 1942, danach mehrere Verwendungen als Chefingenieur, zunächst beim Luftwaffenkommando Ost, später im Rang eines Oberst-Ingenieurs bei der Luftflotte 6 und ab März 1944 bei der Luftflotte Reich, wo er am 1. April 1944 zum General-Ingenieur befördert und am 15. Juli 1944 mit dem Ritterkreuz des Kriegsverdienstkreuzes mit Schwertern ausgezeichnet wurde. Am 1. September 1944 wurde er Chefingenieur der Luftwaffe im Oberkommando der Luftwaffe.

### Nach dem Zweiten Weltkrieg
Am 9. Mai 1945 geriet er in Kriegsgefangenschaft, wurde aber noch im gleichen Jahr aus dieser entlassen. Nach seinem Eintritt in die neuaufgestellte Bundeswehr war er als Inspizient für Versorgung, Technik und Gerät für das Allgemeine Luftwaffenamt tätig, danach, vom 1. April 1958 bis zum 31. März 1960, dann Amtschef des Materialamtes der Luftwaffe. Paul wurde am 31. März 1963 in den Ruhestand versetzt. Am 22. Februar des gleichen Jahres wurde er mit dem Großen Verdienstkreuz des Verdienstordens der Bundesrepublik Deutschland ausgezeichnet.